# Ioanna Jatziioannu
Ioanna Jatziioannu (en griego: Ιωάννα Χατζηιωάννου; 22 de octubre de 1973) es una deportista griega nacida en Georgia que compitió en halterofilia.
Participó en los Juegos Olímpicos de Sídney 2000, obteniendo una medalla de bronce en la categoría de 63 kg.
Ganó tres medallas en el Campeonato Europeo de Halterofilia entre los años 1996 y 1999. Además, consiguió una medalla de plata en los Juegos Mundiales de 1997.

## Palmarés internacional
| Juegos Olímpicos   | Juegos Olímpicos        | Juegos Olímpicos  | Juegos Olímpicos |
| Año                | Lugar                   | Medalla           | Categoría        |
| ------------------ | ----------------------- | ----------------- | ---------------- |
| 2000               | Sídney (Australia)      | Medalla de bronce | 63 kg            |
| Campeonato Europeo |                         |                   |                  |
| Año                | Lugar                   | Medalla           | Categoría        |
| 1996               | Praga (República Checa) | Medalla de plata  | 64 kg            |
| 1997               | Sevilla (España)        | Medalla de oro    | 64 kg            |
| 1999               | La Coruña (España)      | Medalla de plata  | 63 kg            |